# Neocleptria grisescens
Heliothis punctifera là một loài bướm đêm trong họ Noctuidae.

## Hình ảnh

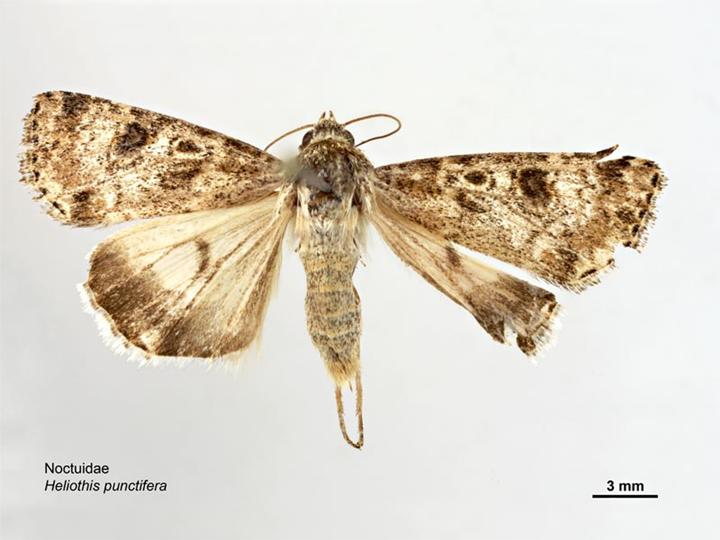
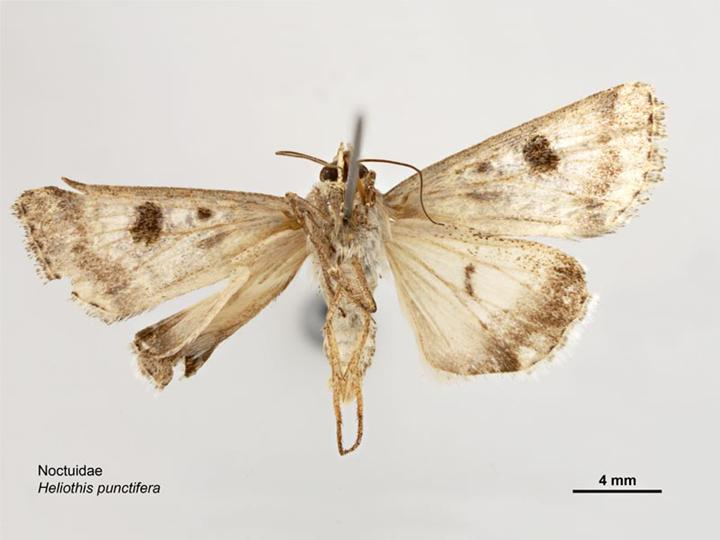
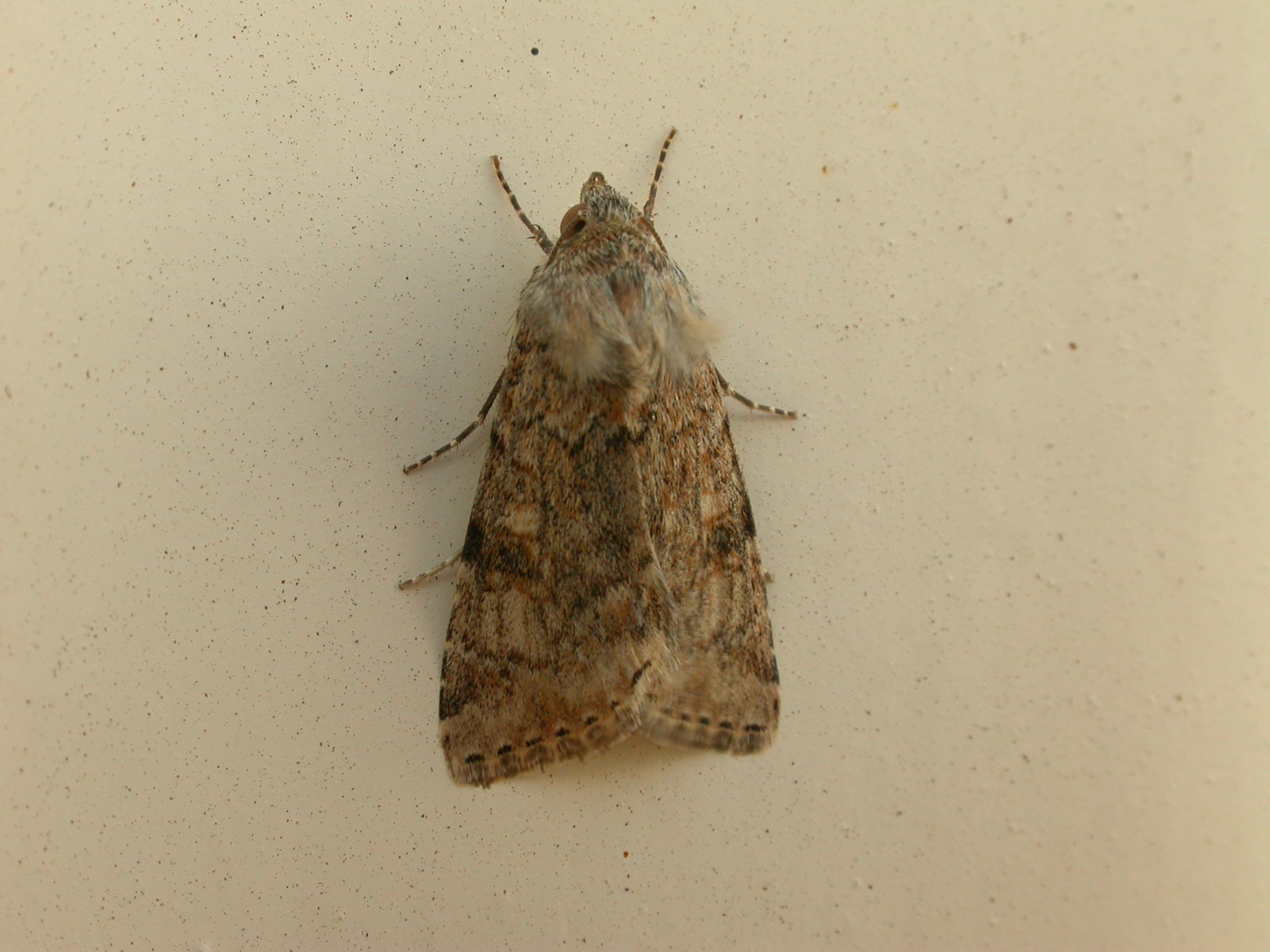